# Ванга
Вангелія Пандева Димитрова, у шлюбі — Гуштерова, відома як Ванга (Баба Ванга, Леля Ванга, Петрицька лікарка; нар. 31 січня 1911, Струміця, Північна Македонія — пом. 11 серпня 1996, Софія, Болгарія) — сліпа болгарська мешканка, прихильники якої приписують їй екстрасенсорні здібності та вміння передбачати майбутнє; містик і травник. Провела більшу частину життя в селі Рупіте в горах Кожуха (Болгарія).

## Біографія

### Дитинство
Народилася в македонському місті Струміця, яке було тоді у складі Османської імперії, потім послідовно належало до Царства Болгарії, Королівства Югославії, знову ж таки Болгарії, СФР Югославії, а сьогодні належить до Республіки Македонія.
Дату народження 31 січня подають болгарські джерела, хоча можна зустріти й дату 21 січня, і навіть 3 жовтня.
Під час другого приєднання її рідного регіону до Болгарії (1941—1944) переїхала в околиці сусіднього македонського міста Петрич, яке після чергової зміни кордонів залишилося в складі Болгарії (біля сучасного кордону з Македонією).
Народилася недоношеною. За місцевими традиціями, така дитина не отримувала імені, доки не ставало зрозуміло, що вона має шанс вижити. Коли дитина вперше закричала, акушерка вийшла на вулицю і запитала в першого-ліпшого перехожого ім'я. Незнайомець запропонував «Андромаха» (інша версія — «Андромеда»), але цей варіант відхилили, бо був «занадто грецьким», тому схилилися до другої пропозиції: «Вангелія» (грецька: Βαγγελία, скорочення від Ευαγγελία, «Вісник добрих новин» — з компонентів ευ «добрий» і άγγελος — «вісник»). Це ім'я також було грецьке, але воно було популярним у регіоні.

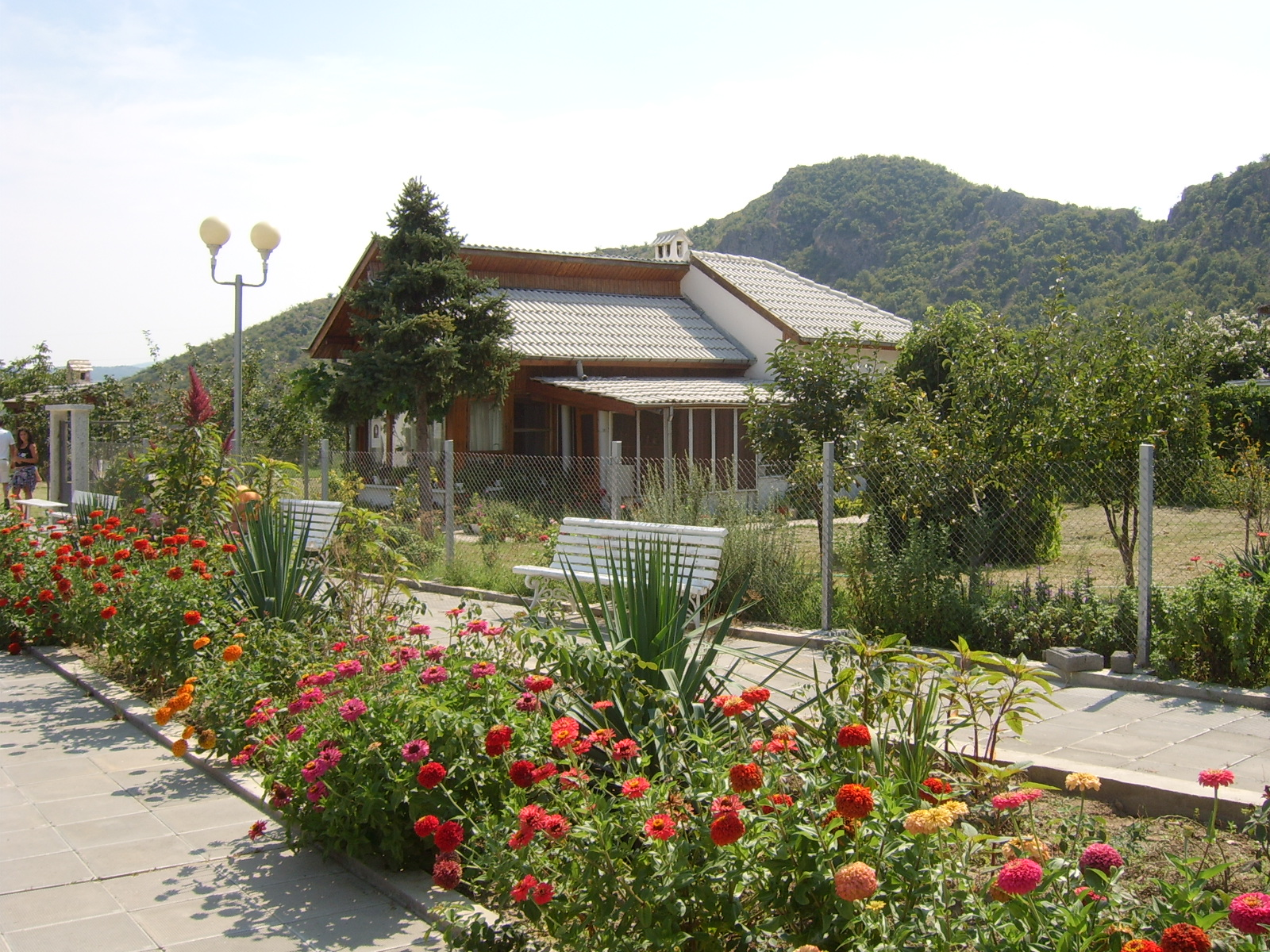
Будинок Ванги в Рупіте

У дитинстві була звичайною дівчинкою з блакитними очима та білявим волоссям. Але, коли їй виповнилося три роки, під час народження другої дитини померла її мати, а батька, Панде Сурчева, під час Першої світової війни мобілізували до болгарської армії. Тому її та молодшого брата доглядали сусіди. Специфічні здібності дівчинки почали проявлятися ще під час дитячих ігор: мала приписувала лікувальні трави своїм друзям, які вдавали хворих.
Згодом її племінниця Красіміра Стоянова (вона прожила з Вангою все життя, була її секретарем і «асистентом») у своїй книзі про ясновидицю розповіла про потужний вихор, що нібито підхопив 12-річну Вангу й кинув майже неушкодженою на землю за два кілометри від місця, де забрав. Її нібито знайшли після довгих пошуків, дуже перелякану, з очима, засипаними піском, які вона не могла розтулити через сильний біль. Це, за твердженням Стоянової, стало причиною її майбутньої сліпоти. Цю історію вважають легендою — метеорологи не підтверджують сильного смерчу в місцевості Нове Село (територія сучасної Македонії), де після повернення батька з війни з 1923 року мешкала дівчинка.

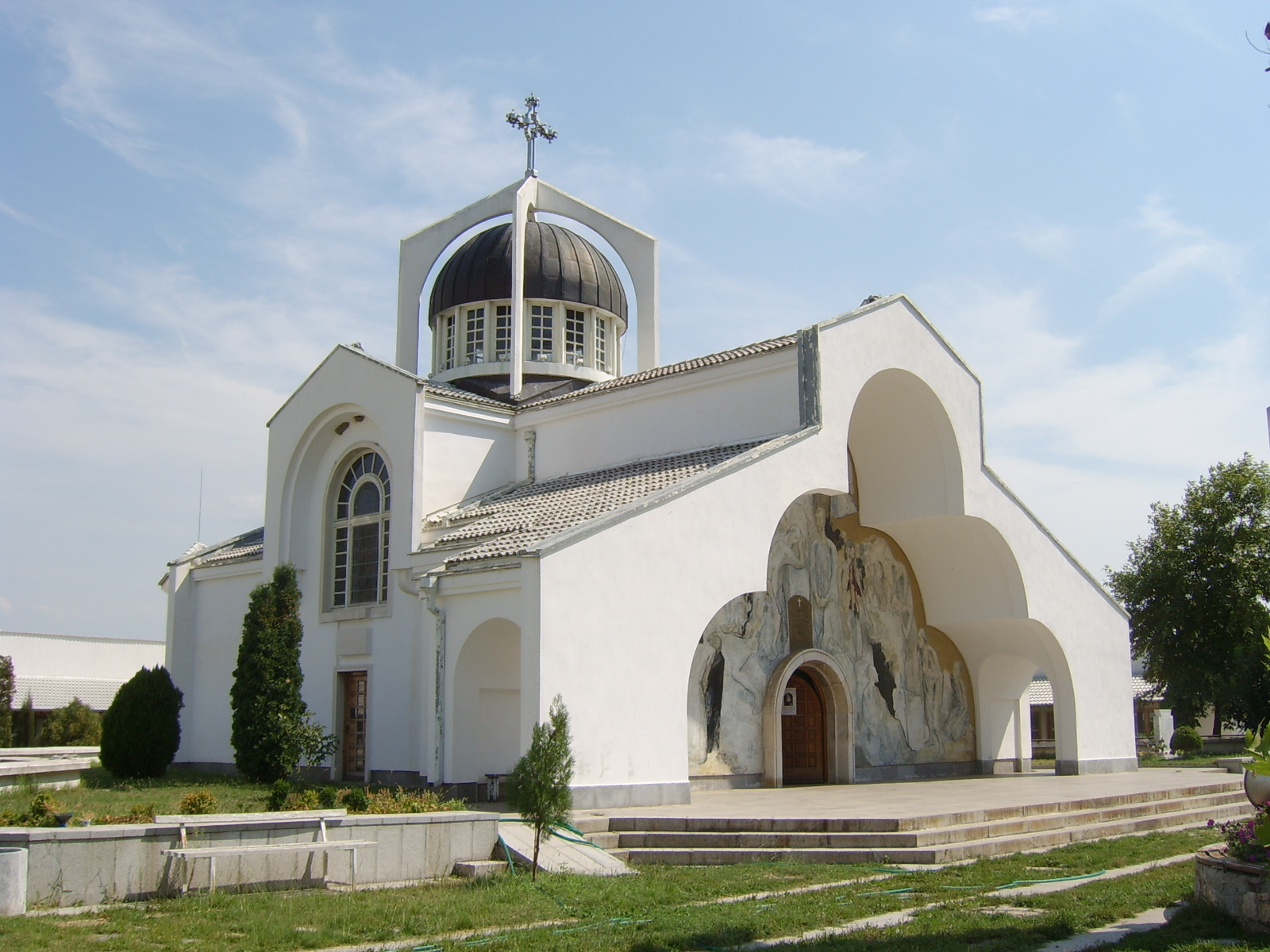
Каплиця Святої Параскеви

Існує й версія що її зґвалтували та викололи очі (про це свідчать неопуклі повіки які є ознакою відсутності очних яблук. Проте це лише припущення.
Панде Сурчев на той час одружився вдруге. Родина жила у скруті, але батько кинув усі наявні гроші на порятунок доньки. Спочатку їй зробили дві операції на очах у столиці Македонії — Скоп'є, а третю, яка мала стати вирішальною, — у Белграді (на той час родинні місцевості Ванги належали до Югославії). На останню операцію батько не зумів зібрати достатньо грошей, тому лікування було поганим і після повернення додому дівчинка повністю втратила зір. 1925 року її відправили до сербського міста Земун (Сербія), де вона провела три роки в будинку для сліпих, навчаючись абетці Брайля, музиці, куховарству, шиттю та в'язанню.

### Зрілі роки
Після повернення до батьківського дому дівчина намагалася заробляти на життя здобутими в будинку для сліпих навичками, доглядала за молодшими братами та сестрами. 1940 року помер її батько, а 10 травня 1942 року, коли її рідні місця знову опинилися під владою Болгарії, вона вийшла заміж за Димитра Гуштерова і переїхала з ним до його рідного села в околицях Петрича, де прожила решту життя.
На той час вона вже володіла даром провидиці (він виявився у Ванги в 16 років, коли вона точно вказала батькові подвір'я, де переховували їхню зниклу вівцю). Власне, Димитр Гуштеров одружився з нею за умови, що вона вкаже на вбивць його брата, пообіцявши при цьому не вдаватися до помсти.
Під час Другої світової війни Ванга здобула широку славу провидиці. Її почали відвідувати тисячі людей у надії отримати підказку про те, чи живі їхні родичі або де шукати місце їхньої смерті. 8 квітня 1942 року її відвідав болгарський цар Борис III (якому вона нібито особисто вказала дату й обставини його смерті). Подейкують, що її відвідав навіть Адольф Гітлер, який, якщо вірити легенді, залишився дуже невдоволеним її пророцтвами. Жодних документальних підтверджень цієї зустрічі нема. В повоєнні часи клієнтами баби Ванги були представники найвищого партійного керівництва Болгарії, зокрема, Тодор Живков, а також Леонід Брежнєв.

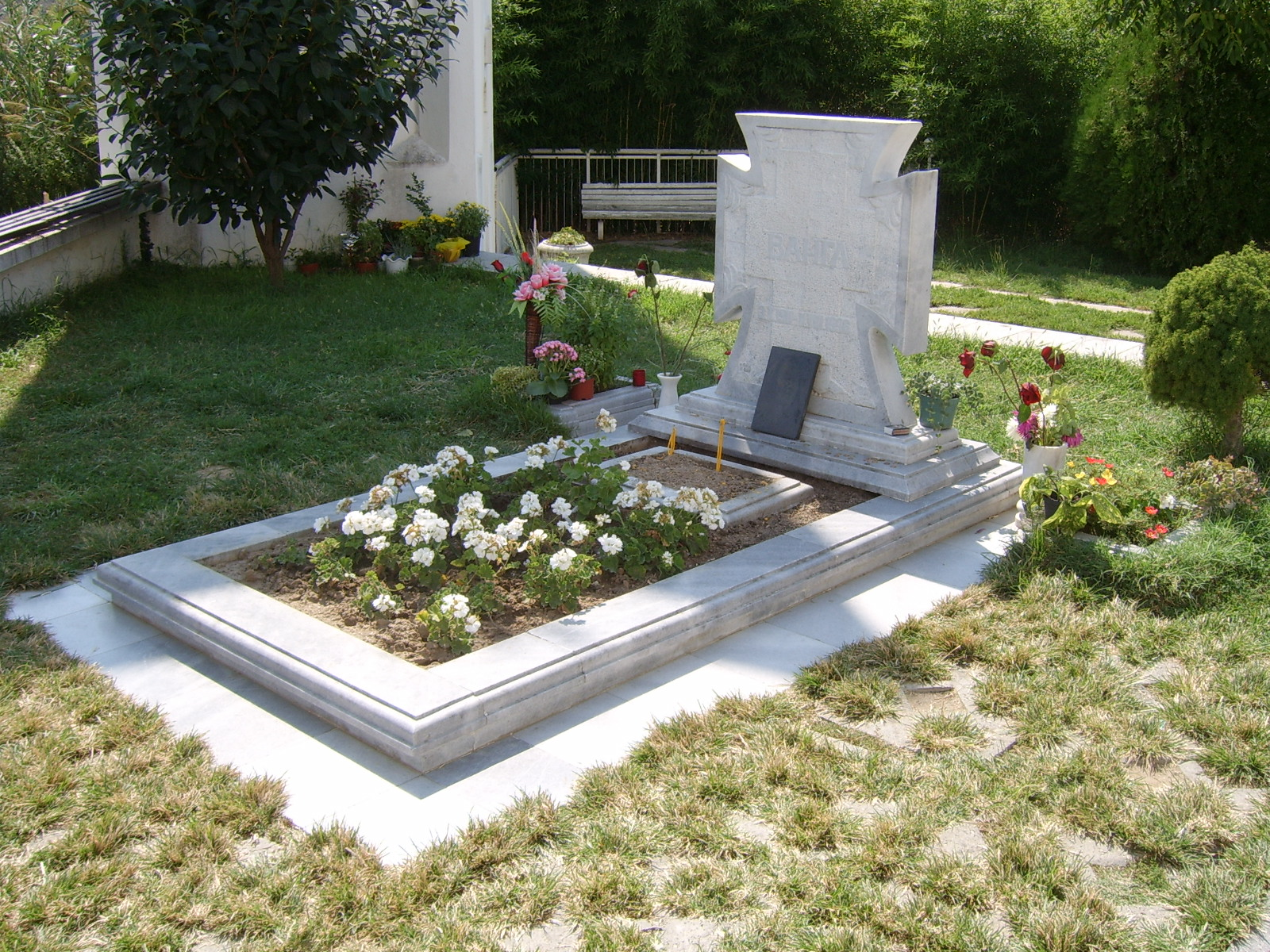
Могила Ванги

Тим часом Димитра призвали до болгарської армії. А 1947 року він впав у алкоголізм і врешті-решт помер 1 квітня 1962 року. Дітей подружжя не мало. Лише після його смерті до дому Ванги прибився хлопчик, якого звали Дмитро. Він став її прийомним сином.
За заявами прихильників, Ванга була здатна визначати захворювання людей з великою точністю і передбачати їхню подальшу долю. Часто направляла до цілителів або лікарів, які могли допомогти цим людям, причому часто цих цілителів не знала і говорила про них так: у такому-то місті живе така-то людина.
1967 — Вангу оформили як державного службовця. З цього моменту вона отримувала офіційну зарплату — 200 левів на місяць, а візит до неї коштував для громадян країн «соціалістичного табору» 10 левів, а для решти — 50 доларів США. До того часу Ванга приймала людей безкоштовно, лише отримуючи різні подарунки.
31 жовтня 1990 року Президія Асоціації екстрасенсів СРСР присвоїла Ванзі звання «Почесний екстрасенс СРСР».
Померла в ореолі слави однієї з найкращих провидиць світу в софійському шпиталі. Її похорон притяг великі натовпи народу, зокрема й багатьох високопосадовців. За рішенням фонду «Ванга», ясновидицю поховали поруч із каплицею святої Параскеви, побудованою на її кошти.
Було виконане прохання з заповіту Ванги: в Петричі відкрили її церкву (досі неосвячена через протидію офіційної церкви), а будинок провидиці 5 травня 2008 року перетворили на музей.
Болгарська православна церква вважає феномен Ванги проявом неоязичництва. Християнські богослови пояснюють її здібності впливом диявольських сил. Пророцтва Ванги порівнюють з практиками окультизму, впаданням у транс, запереченням загробного життя та християнства взагалі. Болгарська православна церква стверджує, що в моменти видінь чи «пророцтв» Ванга перебувала під впливом злого духу та підкорялася його волі. Таку позицію займає й Російська православна церква.

## Діяльність та прогнози, що нібито збулися
Ванга була неписьменною або напівписьменною. Вона не писала книги сама. Її мову було важко відрізнити, і вона говорила на важкому діалекті — останні телевізійні записи використовували субтитри для болгарської аудиторії. Пізніше були написані численні езотеричні книги про життя Ванги і її прогнози.
Ванга стверджувала, що її незвичайні здібності пов'язані з присутністю невидимих істот, але вона не могла чітко пояснити їхнє походження. Вона говорила, що ці істоти дають їй інформацію про людей, яким вона має її передати, бо відстань і час не мають значення. За словами Ванги, життя кожного стоїть перед нею наче фільм від народження до смерті. Але змінити те, що було написано на покоління поза її можливостями. Вона сказала, що вона «бачить» і «говорить» з людьми, які померли сотні років тому.
За даними сайту «Велика енциклопедія Ванги» болгарський соціолог Величко Добріянов з софійського Інституту соціології став першим ученим, що досліджував кількісним методом «феномен Ванги», у результаті була опублікована книга «Феномен Ванги». Добріянов проаналізував протоколи і численні магнітофонні записи (Ванга вперше дозволила їх під час її бесід). Метою експерименту була перевірка телепатичних здібностей Ванги. Всього в 18 сеансах (бесідах Ванги з 18 відвідувачами) зафіксовано 823 повідомлення, з них 445 істинних (за оцінкою Добріянова), 288 альтернативних і 90 помилкових. За цими даними обчислений узагальнюючий коефіцієнт телепатичної комунікації — КТК. У середньому він дорівнює 0,716 з коливаннями від 0,646 до 0,843. Якщо б всі повідомлення були істинними, то КТК = 1,0, а якщо всі невірними, КТК = 0. Найвищий КТК у Ванги в бесідах на сімейно-медичні теми, особливо коли мова заходить про смерть людей, близьких до співрозмовника.
Щоб оцінити сенс величини КТК, професор навів результати двох спеціальних експериментів. У них замість Ванги з відвідувачами розмовляли дві жінки — зрячі і ті, що мають «досвід ворожки», але не володіють здібностями Ванги. У них КТК дорівнював 0,260 і 0,230.
Перевірка проводилася зокрема документальними підтвердженнями пророкувань. Експерименти з «брехунами» — людьми, яких Добріянов свідомо готував, щоб ввести в оману Вангу, — були швидко викриті. Професор поглиблено проаналізував протоколи та магнітофонні записи і зробив висновок, що Ванга «може здійснювати телепатичну комунікацію і без навідних запитань, її вірні телепатичні повідомлення не є просто продуктом комбінації питань».
Послідовники Ванги вважають, що вона знала точну дату своєї смерті, а незадовго до цього сказала, що 10-річна сліпа дівчинка з Франції успадкує її дар і що люди скоро почують про неї.

## Скептицизм і критика
Математик Михайло Холмогоров: «Хтось підрахував, що за 55 років своєї діяльності у Ванги побували більше мільйона відвідувачів. „Пророцтв“, звичайно, набагато менше. І, тим не менше, їх стільки, що, за статистикою, обов'язково повинні знайтися вірні. Але це, на мій погляд, випадкові збіги. А про помилкові прогнози зазвичай воліють не розповсюджуватися. Хоча відомо, наприклад, що в 1973 році Ванга запевняла: Радянський Союз протягом місяця введе війська в Чилі. А він так і не ввів».
На думку голови Московського товариства атеїстів Ю.Гірського, Ванга в своїй роботі використовувала типову для шарлатанів методику: численні помічники Гуштерова в ході попереднього спілкування з відвідувачами з'ясовували у них потрібну інформацію (ім'я та прізвище відвідувача, відомості про особисте життя, симптоми хвороб тощо), після чого передавали її Ванзі. З крахом комуністичного режиму в Болгарії розвалилася і налагоджена система збору інформації. Це серйозно погіршило якість «прогнозів».
Популярною версією є припущення, що Ванга таємно працювала на КДБ. Зокрема, популярність Вангелії сприяла туристичній популярності Болгарії. Представники спецслужб офіційно це спростовують, хоч контактів із Вангою не заперечують: Ванга ніколи не була нашим агентом,— заявив журналістам «Жизни» колишній 1-й заступник голови КГБ СРСР Філіп Бобков. — Органи держбезпеки дуже тепло ставилися до неї. Я сам бував у Петричі, добре знав тамтешніх хлопців. Співробітники болгарської контррозвідки доповіли мені тоді, що Жаклін Кеннеді саме збиралася до Ванги приїхати. Були вже гроші перераховані за її візит, з іноземців брали по 50 левів. Про що збиралася запитати Жаклін у Ванги, можна лише здогадуватися, це було саме під час її сімейних ускладнень з грецьким мільярдером Онассісом. Але в останній момент візит зірвався. Чи то вона передумала, чи то американці побоялися пустити її в Болгарію".

## Вигадки та легенди
Красимира Стоянова, племінниця Ванги: "Виходить жахлива картина. Слова Ванги і її прогнози так перебріхують, що в цих книгах перед читачами постає образ Ванги, абсолютно далекий від дійсності. У цих творах маса небилиць, придуманих чудес. Тітці приписуються думки, що взяті з різних тибетських, масонських, теософських та інших навчань і теорій, які православна християнка Ванга не визнавала і завжди заперечувала!"
Раніше одним з найпопулярніших «пророцтв» в ЗМІ та Інтернеті було пророцтво Ванги Димитрової про початок Третьої світової війни, який припадав на листопад 2010 року. Але це зовсім не так. По-перше, в більш ранній версії трирічної давності вказувалось, що «передвісниками Третьої світової в 2008 році буде смерть 4 президентів», чого не сталося. По-друге, Ванга ніколи не пророкувала, що станеться Третя світова. Так зване пророцтво про листопад 2010 року є підробкою ЗМІ. І, нарешті, по-третє, станом на грудень 2019 року Третя світова війна так і не відбулася.
На початку 2011 року ЗМІ виклали одразу два фальшивих пророцтва, яким приписується ім'я Ванги. Перше — Ванга пророкувала аварію на японській АЕС «Фукусіма», друге — внаслідок Третьої світової війни Європа опиниться під мусульманською атакою хімічною зброєю. В книгах Красимири Стоянової немає жодної згадки про такий розвиток подій.
Також в Інтернеті часто можна знайти «список Ванги», де вказується, що нібито Вангелія Димитрова напророчила історію і долю світу від 2008 до 3797 року. По-перше, список є невдалою підробкою через те, що він закінчується датою, яка вказується в іншого ясновидця Мішеля Нострадамуса («Послання Генріху II»). По-друге, Ванга ніколи не пророкувала майбутнє настільки детально. По-третє, «список Ванги» є, в більшій мірі, футурологічним, тобто можна припустити, що його автором є насправді якийсь невдаха-футуролог, що зліпив з пророцтв Ванги і Нострадамуса єдине ціле. По-четверте, термінологія списку не могла бути створена Вангою хоча б тому, що більшість термінів зі списку є спеціальними компонентами з області фізики, хімії, астрономії, футурології, історії тощо. А Ванга аж ніяк не була кандидатом наук. Висновок: «Список Ванги» — підробка дилетанта.
У 2011 році з'явилася інша версія списку Ванги. У новому варіанті йдеться про те, що провидиця напророкувала долю світу від 2008-го до 5079 року. Як і більш ранній список, одкровення є невдалою компіляцією та сумішшю футурологічних прогнозів, катренів Нострадамуса й вигадок «жовтої преси»
Варто відзначити, що, всупереч громадській думці, Ванга була не провісницею, а ясновидицею. Пророцтва вона робила вкрай неохоче, під тиском наполегливих відвідувачів. Набагато охочіше і ефективніше вона сприяла у пошуках зниклих людей та цінних предметів, дізнавалася про події в теперішньому часі (зокрема, про введення радянських військ до Чехословаччини під час «празької весни» вона дізналася в той же день, задовго до появи якихось офіційних повідомлень).